# Fenantren

Strukturformel.

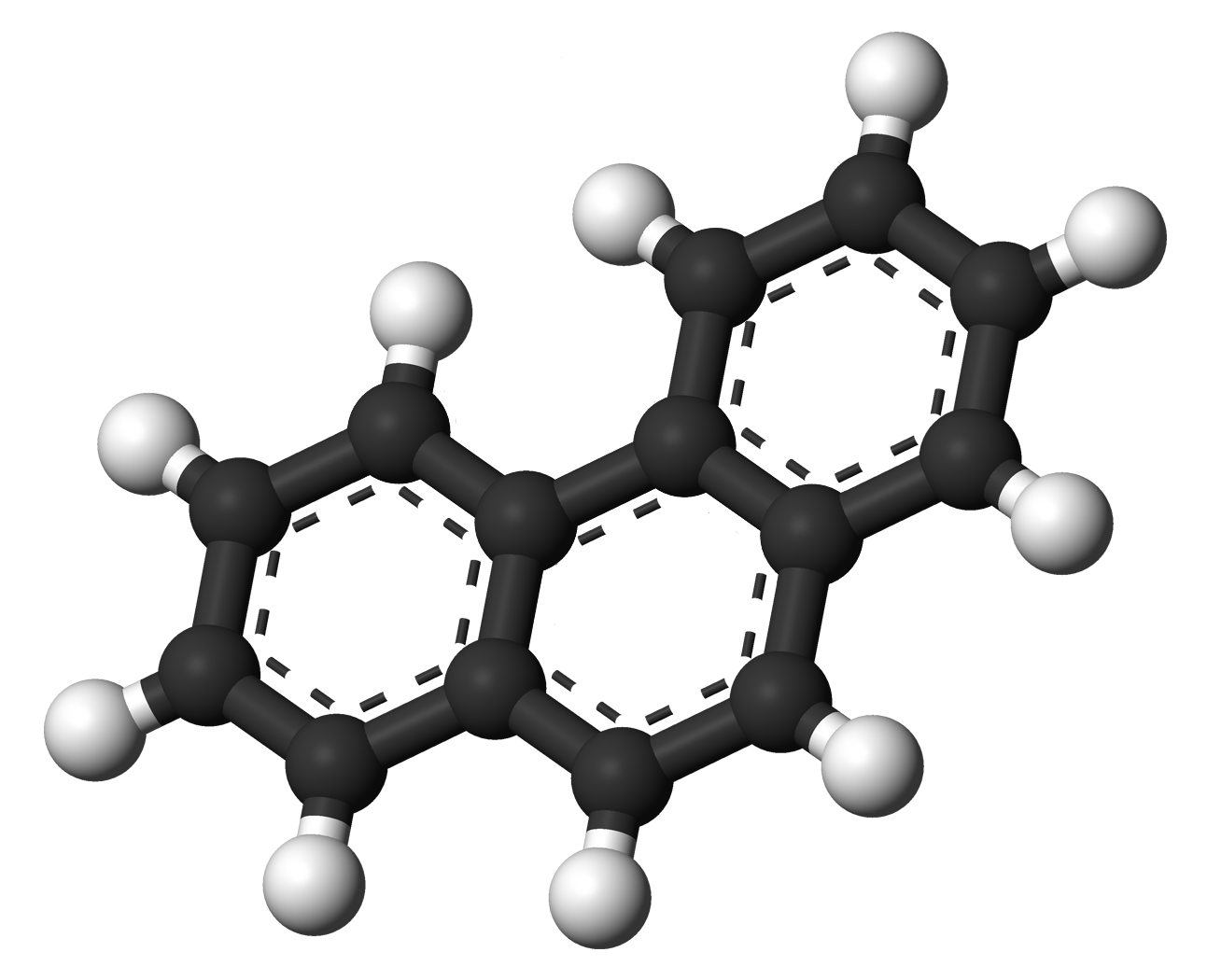
Molekylmodell.

Fenantren är ett polycykliskt aromatiskt kolväte bestående av tre bensenringar. Namnet fenantren är sammansatt av fenyl och antracen. Den utgör ram för ämnesgruppen steroider. I sin rena form finns ämnet i cigarettrök och är känt irriterande och fotosensibiliserande för huden. Fenantren ser ut som ett vitt pulver med blå fluorescens.
Den förening som har ett fenantrenskelett och kväveatomer i 4- och 5-position kallas fenantrolin eller 4,5-diazafenantren.

## Kemi
Fenantren är olösligt i vatten men lösligt i de flesta organiska lösningsmedel såsom toluen, koltetraklorid, eter, kloroform, ättiksyra och bensen.
En klassisk fenantrensyntes är Bardhan-Senguptas fenantrensyntes (1932). I det andra steget i denna reaktion oxideras 9,10-dihydrofenantren av selen.
Fenantren kan även erhållas fotokemiskt från vissa diaryletener.
Reaktioner med fenantren sker normalt vid 9- och 10-positionerna, bland annat:
- Organisk oxidation till fenantrenkinon med kromsyra.[2]
- Organisk reduktion till 9,10-dihydrofenantren med vätgas och raneynickel.[3]
- Elektrofil halogenering till 9-bromfenantren med brom.[4]
- Aromatisk sulfonering till 2- och 3-fenantrensulfonsyra med svavelsyra.[5]
- Ozonolys till 2,2’-difenylaldehyd.[6]

### Resonansformer
Fenantren är stabilare än den linjära isomeren antracen. En klassisk och väletablerad förklaring bygger på Clars regel. En ny teori för fram stabiliserande väte-väte-bindningar mellan C4- och C5-väteatomerna som en möjlig förklaring.